# Rhabdomastix normalis
Rhabdomastix normalis är en tvåvingeart som beskrevs av Alexander 1972. Rhabdomastix normalis ingår i släktet Rhabdomastix och familjen småharkrankar. Inga underarter finns listade i Catalogue of Life.